# Jeune femme à sa toilette ou Vanité
 (8 mars 2016).
- Si vous ne connaissez pas le sujet, laissez ce bandeau (vous pouvez alors contacter les auteurs).
- Si vous supprimez le contenu mis en cause (vous pouvez préalablement contacter les auteurs),

argumentez précisément cette suppression dans la page de discussion
(un manque de référence n'est pas un argument ; une recherche réelle de référence doit avoir été effectuée, être formellement documentée).
Jeune femme à sa toilette, ou Vanité, est une peinture à l'huile sur toile de Nicolas Régnier peinte vers 1630-1635 et conservée au musée des Beaux-Arts de Lyon depuis 1976.

## L'histoire du peintre et de son œuvre

### L'artiste
Né à Maubeuge, formé à Anvers, Nicolas Régnier acquit en Italie une réputation considérable pour ses tableaux à la manière de Caravage.

### Contexte historique de l'œuvre
Le contexte et les circonstances de la création de cette œuvre restent inconnus. On sait toutefois que ce tableau correspond à la carrière vénitienne de l’artiste (à cette époque deux grands styles se distinguaient : le style vénitien et le style florentin). Après son séjour à Rome où il embrasse largement le style de Caravage, il va à Venise où son style évolue en absorbant l'influence du style local. Il montre dans cette toile toute sa maîtrise de la peinture de la sérénissime, théâtralité, sensualité et richesse décorative. Toutefois, il reste dans sa main des nuances de sa période caravagesque.
Le tableau de la jeune femme à sa toilette fait écho à une controverse contemporaine de sa réalisation ; un débat sur la place de la femme dans la société vénitienne. En effet, les femmes puissantes de cette époque telles Lucrezia Marinella ou Arcangela Tarabotti revendiquent un droit au luxe pour leurs toilettes. À l'inverse, des hommes influents tels Giovan Francesco Loredan ou Francesco Buoninsegni protestent vigoureusement ses richesses excessives.
Ce tableau a donc été peint dans un contexte particulier qui doit être compris pour en comprendre les intentions et la portée.

### La place de l'œuvre dans le parcours de Nicolas Régnier
Le tableau s'inscrit dans la continuité des œuvres précédentes de l'artiste. En effet, il avait peint des tableaux représentant des Madeleines pénitentes,  notamment ceux connus sous le nom de la série « Birmingham ». Mais on peut y voir un lien avec la figure de Narcisse. Il est assez fréquent de voir en peinture la représentation d'un personnage en train de se regarder sur une surface réfléchissante. En tant que disciple du Caravage, Nicolas Régnier s'est probablement inspiré de cette figure classique de la peinture : l'Orgueil un des sept péchés capitaux.

## Description
Ce tableau a été peint en 1626. Il présente une  jeune femme élégamment vêtue qui se regarde dans un miroir. Elle arrange des fleurs dans ses cheveux blond vénitien. Son image fait miroir aux canons de beauté de l’époque à savoir, la peau pâle et une silhouette pulpeuse, symboles d’aristocratie.
Près d’elle, un vase, un flacon, un peigne, des bijoux, constituent une véritable nature morte. Son visage rond et épanoui, nettement dessiné, ressort sur un fond rouge, couleur dominante du tableau, que l’on retrouve au niveau du rideau et du tapis de la table. Le drapé de l’écharpe blanche souligne les broderies du corsage or, mis en valeur par le bleu changeant de la jupe, seule couleur froide du tableau. Ainsi la blancheur de sa peau et son ornement vestimentaire apportent une certaine lumière, un effet de clair obscur, renforcé par le travail de l’artiste peintre sur les tissus.